# Девалвација (психологија)
Девалвација је давање претераних атрибута са негативном квалитативном конотацијом себи или другима, обично као начин ношења са емотивним конфликтима, стресом или неадекватним осећањима. Видети идеализацију и хало ефекат. 
У економији је девалвација спуштање вредности неке робе или обвезница, валуте.